# Alternative Buchmesse Leipzig

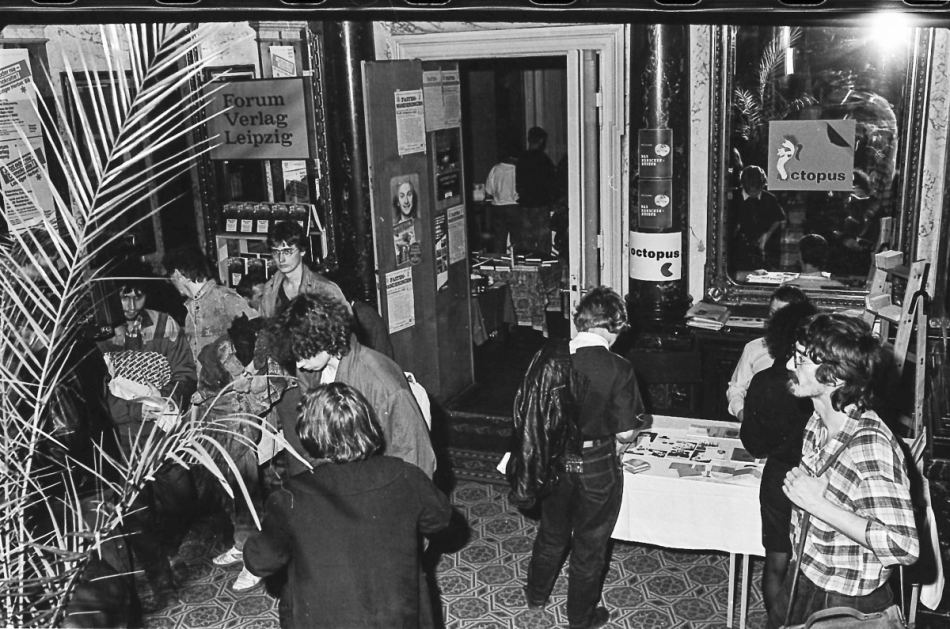
1. Alternative Buchmesse Leipzig März 1990

Die die erste und einzige Alternative Buchmesse Leipzig fand vom 11. bis 14. März 1990 in Leipzig-Gohlis im Klubhaus „Heinrich Budde“ parallel zur offiziellen Leipziger Buchmesse statt und bot den neuen DDR-Verlagen sowie deutschsprachigen Klein- und Independent-Verlagen eine Präsentationsmöglichkeit.

## Geschichte
Aufgrund jahrelanger Zensur und der oft einzigen Publikationsmöglichkeit via Samisdat hatten sich einige Leipziger Autoren und Grafiker zusammengetan und an die Nachrichtenagenturen Deutsche Presse-Agentur und Allgemeiner Deutscher Nachrichtendienst Einladungen zu einer Alternativen Buchmesse verschickt, worauf sich ca. 40 Verlage meldeten. Die Organisation übernahm eine Initiativgruppe unter Leitung von Dieter Kalka.

„Über 40 Jahre lang durften Leser nicht lesen, was sie wollten; Autoren nicht alles veröffentlichen, was sie schrieben. Viele der uns 'ausgetriebenen Geister‘ haben wir eingeladen […].“

Die  stark frequentierte Buchmesse fand in der Jugendstil-Villa, die einst Luis Trenker gehört hatte,
im Klubhaus „Heinrich Budde“ statt.
Anliegen war es, den neu entstandenen Verlagen in der DDR sowie Kleinverlagen eine Möglichkeit zur Präsentation zu bieten sowie Verleger und Autoren miteinander bekannt zu machen. Daher gab es ein Café für Begegnungen und über den ganzen Tag verteilte Autorenlesungen. Diese Idee wurde als „Leipzig liest“ von der Leipziger Buchmesse übernommen und hat sich dauerhaft etabliert.

## Verlage
Beteiligt waren rund 70 Klein- und Kleinstverlage aus der DDR und der Bundesrepublik, aus West-Berlin, Österreich und der Schweiz.
Neben anderen stellten aus der Octopus-Verlag Radebeul, Leipziger Verlagsgesellschaft, Kontext Verlag Berlin, Aurora-Verlag Berlin, dipa-Verlag Frankfurt/Main, Flemming-Verlag Stuttgart, Literaturzentrum Neubrandenburg, Verlag am Galgenberg Hamburg, Dr. Rügemer Köln, Klampen-Verlag Lüneburg, intarlit/drögel-verlag Köln, Mink-Verlag Berlin, Format-Verlag Gera, Unabhängige Verlagsbuchhandlung Berlin, Signal-Verlag Baden-Baden, Manholt Verlag Bremen, AV-Verlag Augsburg, Literatte, ISP-Verlag Frankfurt/M., Labyrinth-Verlag Berlin, Syro-Verlag Göttingen, Linksdruck Berlin, Philosophisch-Humanistische Gesellschaft Sachsen Leipzig, Infodienst Ökodorf Steyerberg, Lenos Verlag Basel, Menke-Press Leipzig, stecknadel-verlach Leipzig, Weismann-Verlag München, edition augenweide, Uwe Warnke mit der Zeitschrift Entwerter/Oder als Produzenten-Verlag, Anita Tykve-Verlag  – (Xing-Hu Kuo mit 2 Autoren), die Verlage von Osho und Krisna, der Ahriman-Verlag sowie als Kuriosum der Kinderbuchverlag Berlin, weil Kinder bis zum Alter von 14 Jahren auch in Begleiter Erwachsener keinen Zugang zur offiziellen Buchmesse hatten. Der Forum Verlag Leipzig hatte mit dem Buch Jetzt oder nie – Demokratie! Leipziger Herbst '89 seinen ersten Auftritt auf der Alternativen Buchmesse.

## Lesungen
Gelesen haben u. a. Reinhard Bernhof, Manfred Jendryschik, Jayne-Ann Igel, Matthias Seydewitz, Ralph Hammerthaler, Benjamin Schwarzenberg-Weinkauf, Dieter Kalka, Hilmar Griesbach, Gabriele Berthel, Katharina Luft-Kornel, Joachim Oertel. Andreas Schmidt las als Betroffener aus Leben und Überleben im DDR-Gulag und Xing-Hu Kuo aus Ein Chinese in Bautzen – 2675 Nächte im Würgegriff der Stasi.

## Rezeption
Das Echo in den Medien sei „außerordentlich groß“ gewesen. Dabei wurde „der Enthusiasmus, die Selbstausbeutung um die Sache, nicht um des Geldes willen“ herausgestellt.  Auf der Pressekonferenz zum Auftakt „sei eine Mitarbeiterin der offiziellen Messe gekommen, die den Anwesenden den Vorschlag gemacht habe, die Alternative Buchmesse im kommenden Jahr zu finanzieren und ihr im Rahmen der Buchmesse einen Ausstellungsort zu bieten – was die Verlage mehrheitlich abgelehnt hätten.“